# Linköpings Långfärdsskridskoklubb
Linköpings Långfärdsskridskoklubb, LLK, är en svensk förening som organiserar långfärdsskridskoåkning bildad 1984. Föreningen har strax under 2 000 medlemmar och mer än 60 ledare (2013). Den bedriver ledarledda turer samt har israpportering med isläget i Östergötland hela vintern. Övrig verksamhet inkluderar bland annat intern utbildning, introduktionsutbildning, årsskrift, medlemstidningen Medåkar'n och inlinesåkning under sommaren.
LLK är medlem i Svenska Skridsko-, Kälk- och Rullidrottsförbundet samt i Skridskonätet.

## Historia
LLK bildades 1984 på initiativ av Anders Norr och Ulf Helmersson.